# 周淡游
周淡游（1882年—1919年），名声德，中国浙江省奉化县大桥东门村人。民初政治人物。蒋介石的同乡好友。

## 生平
1906年东渡日本，入东京警监学校，与同学陈其美相交密切，得识孙中山，加入中国同盟会。并介绍后来者蒋介石认识陈其美。1909年（宣统元年）毕业回国返乡，任县警察局副董事、县劝学所所长、凤麓学堂董事。
1911年7月31日到上海出席中国同盟会中部总会成立大会，11月参加上海光复之役。同月浙江军政府成立后，被选为参议员。后任沪军都督府军需官。1913年追随陈其美参加“二次革命”，事败后逃亡日本。1915年回沪，谋划行刺上海镇守使郑汝成，和参与发动肇和舰起义。1918年冬，奉孙中山之命任四川庶政。
1919年5月5日，因肺结核病，在成都省府公署病逝。遗体归葬家乡锦屏山麓。蒋介石题“周故同志淡游之墓”，今尚存。其子女受到蒋介石的关照。

## 遗迹
- 今浙江省宁波市奉化区周淡游墓[1]。墓碑为蒋中正题，碑状为杨庶堪（时四川省长）撰，碑文为方还书写。
  - 周淡游墓庄
  - 周淡游先生纪念塔。由黄郛题写。
  - 灵表。由邵元冲题写。
  - 墓表。由戴季陶题写